# Ikue Ōtani
 (octobre 2019).
Si vous disposez d'ouvrages ou d'articles de référence ou si vous connaissez des sites web de qualité traitant du thème abordé ici, merci de compléter l'article en donnant les références utiles à sa vérifiabilité et en les liant à la section « Notes et références ».
Ikue Ōtani (大谷 育江, Ōtani Ikue) est une actrice japonaise spécialisée dans le doublage, née le 18 août 1965 à Tōkyō. Elle doubla de nombreux personnages d'anime et de jeu vidéo, comme Pikachu pour le compte de Nintendo, Pikachu dans Pokemon et Tony Tony Chopper dans One Piece.

## Doublage
- Pokémon : Pikachu
- Vision d'Escaflowne : Merle
- One Piece : Tony-Tony Chopper, Sanji (enfant), Enishida
- Hunter x Hunter : Cheadle Yorkshire
- Corpse Party : Sachiko
- Smile PreCure! : Candy
- JoJo's Bizarre Adventure : Death 13/Mannish Boy
- Naruto : Konohamaru Sarutobi (enfant)
- Kekkai Sensen : Amagranoff Luozontam Ouv Lee Nej
- Ojamajo Doremi : Hana Makihatayama
- Détective Conan : Mitsuhiko Tsuburaya, Asami Tsuburaya
- Chihayafuru : Ririka Tachikawa

### Dans des films
- 1986 : But pour Rudy ("Ganbare! Kickers") (série télévisée) : Kiyoshi Hara
- 1988 : Mon voisin Totoro (Tonari no Totoro)
- 1991 : Genji Tsushin Agedama (série télévisée) : Kodama
- 1992 : Mama wa shôgaku yonensei (série télévisée) : Arimori Ushio
- 1992 : Hime-chan no Ribbon (série télévisée) : Erika / Himeko Nonohara
- 1992 : Kobo-chan (série télévisée) : Kobo
- 1993 : Miracle Girls (série télévisée) : Reiko
- 1993 : Ah! My Goddess (OAV) (vidéo) : Hasegawa Sora
- 1993 : Animaniacs (série télévisée) : Dot Warner (version japonaise)
- 1994 : Mahôjin guru guru (série télévisée) : Spirit
- 1995 : Shadow Skill : Kyo Ryu
- 1995 : Kishin dôji Zenki (série télévisée) : Ako
- 1995 : Wedding Peach (série télévisée) : Akira Tamano and Donna
- 1996 : Bishôjo senshi Sailor Moon Sailor Stars (série télévisée) : Sailor Tin Nyanko - Suzu Nyanko (voix)
- 1996 : Vision d'Escaflowne (Tenkū no Esukafurōne) (série télévisée) : Merle
- 1996 : Détective Conan ("Meitantei Conan") (série télévisée) : Mitsuhiko Tsuburaya
- 1996 : Kidô senkan Nadeshiko (série télévisée) : Shiratori Yukina
- 1997 : Meitantei Conan: Tokei-jikake no matenrou : Mitsuhiko Tsuburaya
- 1997 : Poketto monsutâ (série télévisée) : Pikachû / Tosakinto
- 1997 : Aika (vidéo) : Ria
- 1998 : Nadesico: Prince of Darkness : Yukina Shiratori
- 1998 : Shadow Skill - Eigi (série télévisée) : Kyuo Ryu
- 1998 : Gekijô-ban poketto monsutâ - Myûtsû no gyakushû : Pikachu
- 1998 : Poketto monsutaa: Pikachû no natsu-yasumi : Pikachû
- 1999 : Pokémon: Vol. 1: I Choose You! Pikachu! (vidéo) : Pikachu (II)
- 1999 : One Piece (série télévisée) : Tony-Tony Chopper
- 1999 : Tenshi ni narumon (série télévisée) : Ruka
- 1999 : Pokémon, le film : Mewtwo contre-attaque (Pokémon: The First Movie) : Pikachu / Raichu / voix additionelles
- 1999 : Poketto monsutaa: Pikachû no fuyu-yasumi (vidéo) : Pikachû
- 2000 : Ah! My Goddess (film) : Sora Hasegawa
- 2000 : Pokémon: Vol. 21: Po-Ke Corral (vidéo) : Pikachu
- 2000 : Pokémon 2 : Le Pouvoir est en toi : Pikachu
- 2000 : Escaflowne : Merle
- 2000 : Poketto monsutâ: Pichû to Pikachû : Pikachu
- 2000 : Gekijô-ban poketto monsutaa: Kesshô-tô no teiô : Pikachû
- 2000 : Pikachu à la rescousse (Poketto monsutâ: Pikachû tankentai) : Pikachû
- 2001 : Pokémon 3 (Pokémon 3: The Movie) : Pikachu
- 2001 : Poketto monsutâ: Serebî - Toki wo koeta deai : Pikachu
- 2001 : Pocket Monsters: Pikachû no dokidoki kakurenbo : Pikachu
- 2002 : Gekijô-ban poketto monsutaa: Mizu no Miyako no Mamori Gami Ratiasu to Ratiosu : Pikachu
- 2002 : Naruto (série télévisée) : Konohamaru
- 2002 : Pokémon 4: Pour toujours (Pokemon 4Ever) : Pikachu
- 2002 : Pocket Monsters: Advanced Generation (série télévisée) : Pikachû
- 2003 : Pokémon 5: Les héros (Pokémon Heroes) : Pikachu
- 2004 : Sensei no o-jikan - Doki doki school hours (série télévisée) : Shizuka (Iincho)
- 2005 : Konjiki no Gashbell 2: Attack of the Mecha Vulcans : Gash
- 2010 : Heart Catch Pretty Cure! Hana no Miyako de Fahion Show... Desu ka?! : Olivier/Loup-Garou
- 2019 : Pokémon : Détective Pikachu : Pikachu

### Dans des jeux vidéo
- Sonic Shuffle (Nights)
- Magical DoReMi
- Guardian Heroes
- Martian Successor Nadesico
- Kingdom Hearts 2
- Zatch Bell
- Shenmue II
- Tales of The Abyss
- Dororo
- Brave Fencer Musashi
- Pokémon Jaune
- Hey You, Pikachu!
- Pokémon Stadium
- Pokémon Stadium 2
- Pokémon Channel
- La série des Super Smash Bros.
- La série des Megaman
- Wild Arms Alter Code: F
- La série des One Piece
- Pokémon X et Y, Rubis Oméga et Saphir Alpha, Soleil et Lune, Ultra-Soleil et Ultra-Lune
- Corpse Party: Tortured Souls
- League of Legends : Teemo
- Persona 5 : Morgana
- Sdorica : Maria
- Fire Emblem: Awakening et Fire Emblem Heroes : Tiki (adulte)